# Вязовка (приток Тагила)
Вязовка — река в России, в Свердловской области, течёт по городу Нижнему Тагилу. Устье реки находится в 300 км от устья реки Тагил по правому берегу, возле горы Красный Камень. Длина реки 9,2 км.
Река протекает по жилым районам Тагилстрой, Смычка и Красный Камень (проходит под ним), между промышленным районами Нижнего Тагила и парком культуры Тагилстроя. По всей длине реки устроена серия прудов и отстойников.

## Данные водного реестра
По данным государственного водного реестра России относится к Иртышскому бассейновому округу, водохозяйственный участок реки — Тагил от истока до города Нижний Тагил, без реки Чёрной, речной подбассейн реки — Тобол. Речной бассейн реки — Иртыш.
Код объекта в государственном водном реестре — 14010501412111200005270.